# Đội tuyển bóng đá nữ quốc gia Hàn Quốc
Đội tuyển bóng đá nữ quốc gia Đại Hàn Dân Quốc (Hangul: 대한민국 여자 축구 국가대표팀, Hanja: 大韓民國 女子 蹴球 國家代表 팀, Hán-Việt: Đại Hàn Dân Quốc Nữ tử Thúc cầu Quốc gia Đại biểu Team, Romaja: Daehan Min'guk Yeoja Chukgu Gukga Daepyo Tim) là đội tuyển bóng đá nữ cấp quốc gia đại diện cho Hàn Quốc trên đấu trường quốc tế. Đội tuyển bóng đá nữ Hàn Quốc được gọi với biệt danh "Những cô gái Thái Cực".
Đội tuyển bóng đá nữ Hàn Quốc là một trong 5 đội tuyển mạnh vượt trội ở châu Á cùng với Trung Quốc, Nhật Bản, Bắc Triều Tiên và Úc. Tuy nhiên, thành tích của họ lại kém thành công hơn khá nhiều so với các đội còn lại khi chưa lần nào vô địch một giải cấp đấu châu lục và cũng chưa từng được dự Thế vận hội. Thành tích tốt nhất của tuyển bóng đá nữ Hàn Quốc là Á quân tại Cúp bóng đá nữ châu Á 2022 cùng với 3 lần giành Huy chương đồng tại các kỳ Đại hội thể thao Châu Á năm 2010, 2014 và 2018. Đội cũng có 3 lần tham dự World Cup.

## Thành tích

### Giải vô địch bóng đá nữ thế giới
| Chủ nhà / Năm | Thành tích               | ST                       | T                        | H                        | B                        | BT                       | BB                       | HS                       |
| ------------- | ------------------------ | ------------------------ | ------------------------ | ------------------------ | ------------------------ | ------------------------ | ------------------------ | ------------------------ |
| 1991          | Không vượt qua vòng loại | Không vượt qua vòng loại | Không vượt qua vòng loại | Không vượt qua vòng loại | Không vượt qua vòng loại | Không vượt qua vòng loại | Không vượt qua vòng loại | Không vượt qua vòng loại |
| 1995          | Không vượt qua vòng loại | Không vượt qua vòng loại | Không vượt qua vòng loại | Không vượt qua vòng loại | Không vượt qua vòng loại | Không vượt qua vòng loại | Không vượt qua vòng loại | Không vượt qua vòng loại |
| 1999          | Không vượt qua vòng loại | Không vượt qua vòng loại | Không vượt qua vòng loại | Không vượt qua vòng loại | Không vượt qua vòng loại | Không vượt qua vòng loại | Không vượt qua vòng loại | Không vượt qua vòng loại |
| 2003          | Vòng bảng                | 3                        | 0                        | 0                        | 3                        | 1                        | 11                       | -10                      |
| 2007          | Không vượt qua vòng loại | Không vượt qua vòng loại | Không vượt qua vòng loại | Không vượt qua vòng loại | Không vượt qua vòng loại | Không vượt qua vòng loại | Không vượt qua vòng loại | Không vượt qua vòng loại |
| 2011          | Không vượt qua vòng loại | Không vượt qua vòng loại | Không vượt qua vòng loại | Không vượt qua vòng loại | Không vượt qua vòng loại | Không vượt qua vòng loại | Không vượt qua vòng loại | Không vượt qua vòng loại |
| 2015          | Vòng 16 đội              | 4                        | 1                        | 1                        | 2                        | 4                        | 8                        | -4                       |
| 2019          | Vòng bảng                | 3                        | 0                        | 0                        | 3                        | 1                        | 8                        | -7                       |
| 2023          | Vòng bảng                | 3                        | 0                        | 1                        | 2                        | 1                        | 4                        | -3                       |
| Tổng số       | 4/9                      | 13                       | 1                        | 2                        | 10                       | 7                        | 31                       | -24                      |

### Cúp bóng đá nữ châu Á
| Chủ nhà / Năm | Thành tích | ST | T  | H | B  | BT  | BB | HS  |
| ------------- | ---------- | -- | -- | - | -- | --- | -- | --- |
| 1991          | Vòng bảng  | 3  | 0  | 0 | 3  | 0   | 22 | −22 |
| 1993          | Vòng bảng  | 3  | 1  | 0 | 2  | 4   | 9  | −5  |
| 1995          | Hạng tư    | 5  | 2  | 1 | 2  | 11  | 5  | +6  |
| 1997          | Vòng bảng  | 2  | 1  | 0 | 1  | 11  | 1  | +10 |
| 1999          | Vòng bảng  | 4  | 3  | 0 | 1  | 30  | 5  | +25 |
| 2001          | Hạng tư    | 6  | 4  | 0 | 2  | 16  | 10 | +6  |
| 2003          | Hạng ba    | 6  | 4  | 1 | 1  | 22  | 5  | +17 |
| 2006          | Vòng bảng  | 4  | 2  | 0 | 2  | 14  | 6  | +8  |
| 2008          | Vòng bảng  | 3  | 2  | 0 | 1  | 5   | 3  | +2  |
| 2010          | Vòng bảng  | 3  | 1  | 1 | 1  | 6   | 3  | +3  |
| 2014          | Hạng tư    | 5  | 2  | 1 | 2  | 18  | 4  | +14 |
| 2018          | Hạng năm   | 4  | 2  | 2 | 0  | 9   | 0  | +9  |
| 2022          | Á quân     | 6  | 4  | 1 | 1  | 11  | 4  | +7  |
| Tổng cộng     | 13/19      | 54 | 28 | 7 | 19 | 157 | 77 | +80 |

### Thế vận hội
| Thế vận hội   | Thế vận hội              | Thế vận hội              | Thế vận hội              | Thế vận hội              | Thế vận hội              | Thế vận hội              | Thế vận hội              | Thế vận hội              |
| Chủ nhà / Năm | Kết quả                  | ST                       | T                        | H*                       | B                        | BT                       | BB                       | HS                       |
| ------------- | ------------------------ | ------------------------ | ------------------------ | ------------------------ | ------------------------ | ------------------------ | ------------------------ | ------------------------ |
| 1996          | Không vượt qua vòng loại | Không vượt qua vòng loại | Không vượt qua vòng loại | Không vượt qua vòng loại | Không vượt qua vòng loại | Không vượt qua vòng loại | Không vượt qua vòng loại | Không vượt qua vòng loại |
| 2000          | Không vượt qua vòng loại | Không vượt qua vòng loại | Không vượt qua vòng loại | Không vượt qua vòng loại | Không vượt qua vòng loại | Không vượt qua vòng loại | Không vượt qua vòng loại | Không vượt qua vòng loại |
| 2004          | Không vượt qua vòng loại | Không vượt qua vòng loại | Không vượt qua vòng loại | Không vượt qua vòng loại | Không vượt qua vòng loại | Không vượt qua vòng loại | Không vượt qua vòng loại | Không vượt qua vòng loại |
| 2008          | Không vượt qua vòng loại | Không vượt qua vòng loại | Không vượt qua vòng loại | Không vượt qua vòng loại | Không vượt qua vòng loại | Không vượt qua vòng loại | Không vượt qua vòng loại | Không vượt qua vòng loại |
| 2012          | Không vượt qua vòng loại | Không vượt qua vòng loại | Không vượt qua vòng loại | Không vượt qua vòng loại | Không vượt qua vòng loại | Không vượt qua vòng loại | Không vượt qua vòng loại | Không vượt qua vòng loại |
| 2016          | Không vượt qua vòng loại | Không vượt qua vòng loại | Không vượt qua vòng loại | Không vượt qua vòng loại | Không vượt qua vòng loại | Không vượt qua vòng loại | Không vượt qua vòng loại | Không vượt qua vòng loại |
| 2020          | Không vượt qua vòng loại | Không vượt qua vòng loại | Không vượt qua vòng loại | Không vượt qua vòng loại | Không vượt qua vòng loại | Không vượt qua vòng loại | Không vượt qua vòng loại | Không vượt qua vòng loại |
| 2024          | Không vượt qua vòng loại | Không vượt qua vòng loại | Không vượt qua vòng loại | Không vượt qua vòng loại | Không vượt qua vòng loại | Không vượt qua vòng loại | Không vượt qua vòng loại | Không vượt qua vòng loại |
| 2028          | Chưa xác định            | Chưa xác định            | Chưa xác định            | Chưa xác định            | Chưa xác định            | Chưa xác định            | Chưa xác định            | Chưa xác định            |
| 2032          | Chưa xác định            | Chưa xác định            | Chưa xác định            | Chưa xác định            | Chưa xác định            | Chưa xác định            | Chưa xác định            | Chưa xác định            |
| Tổng cộng     | 0/7                      | –                        | –                        | –                        | –                        | –                        | –                        | –                        |

### Á vận hội
| Chủ nhà / Năm | Thành tích    | ST            | T             | H             | B             | BT            | BB            | HS            |
| ------------- | ------------- | ------------- | ------------- | ------------- | ------------- | ------------- | ------------- | ------------- |
| 1990          | Hạng năm      | 5             | 1             | 0             | 4             | 2             | 30            | −28           |
| 1994          | Hạng tư       | 3             | 0             | 0             | 3             | 0             | 9             | −9            |
| 1998          | Vòng bảng     | 3             | 1             | 1             | 1             | 8             | 4             | +4            |
| 2002          | Hạng tư       | 5             | 2             | 0             | 3             | 6             | 8             | −2            |
| 2006          | Hạng tư       | 5             | 2             | 0             | 3             | 7             | 10            | −3            |
| 2010          | Hạng ba       | 5             | 3             | 1             | 1             | 14            | 4             | +10           |
| 2014          | Hạng ba       | 6             | 5             | 0             | 1             | 33            | 2             | +31           |
| 2018          | Hạng ba       | 6             | 5             | 0             | 1             | 32            | 3             | +29           |
| 2022          | Tứ kết        | 4             | 3             | 0             | 1             | 14            | 5             | +9            |
| 2026 đến 2034 | Chưa xác định | Chưa xác định | Chưa xác định | Chưa xác định | Chưa xác định | Chưa xác định | Chưa xác định | Chưa xác định |
| Tổng cộng     | 10/10         | 42            | 22            | 2             | 17            | 116           | 76            | +40           |

### Cúp Đông Á
| Chủ nhà / Năm | Thành tích | ST | T  | H | T  | BT  | BB | HS   |
| ------------- | ---------- | -- | -- | - | -- | --- | -- | ---- |
| 2005          | Vô địch    | 3  | 2  | 1 | 0  | 3   | 0  | +3   |
| 2008          | Hạng tư    | 6  | 3  | 0 | 3  | 15  | 9  | +6   |
| 2010          | Hạng ba    | 7  | 5  | 0 | 2  | 47  | 4  | +43  |
| 2013          | Hạng ba    | 3  | 1  | 0 | 2  | 4   | 5  | –1   |
| 2015          | Á quân     | 6  | 5  | 0 | 1  | 29  | 3  | +26  |
| 2017          | Hạng tư    | 6  | 3  | 0 | 3  | 43  | 7  | +36  |
| 2019          | Á quân     | 3  | 1  | 1 | 1  | 3   | 1  | +2   |
| 2022          | Hạng ba    | 3  | 1  | 1 | 1  | 6   | 3  | +3   |
| Tổng cộng     | 8/8        | 37 | 21 | 3 | 13 | 150 | 32 | +118 |

## Kết quả và lịch thi đấu
Sau đây là danh sách kết quả các trận đấu trong 12 tháng qua, cùng các trận đấu đã được lên lịch trong tương lai.
Chú thích
      Thắng
      Hòa
      Thua
      Lịch thi đấu

### 2024
| 2 tháng 6 Giao hữu | Hoa Kỳ                                 | 4–0      | Hàn Quốc | Commerce City, Hoa Kỳ                                                                                   |  |
| 04:00 UTC+7        | - Swanson 34', 74' - Davidson 38', 48' | Chi tiết |          | Sân vận động: Dick's Sporting Goods Park Lượng khán giả: 19,010 Trọng tài: Carly Shaw-MacLaren (Canada) |  |

| 5 tháng 6 Giao hữu | Hoa Kỳ                                | 3–0      | Hàn Quốc | St. Paul, Hoa Kỳ                                                                                   |  |
| 07:00 UTC+7        | - Dunn 13' - Smith 67' - Yohannes 82' | Chi tiết |          | Sân vận động: Allianz Field Lượng khán giả: 19,169 Trọng tài: Astrid Azucena Gramajo (Guatemala]]) |  |

| 26 tháng 10 Giao hữu | Nhật Bản                                                | 4–0      | Hàn Quốc | Tokyo, Nhật Bản                                                                                     |  |
| 12:20 UTC+7          | - Kitagawa 33' - Fujino 34' - Tanaka 37' - Tanikawa 56' | Chi tiết |          | Sân vận động: Quốc gia Nhật Bản Lượng khán giả: 12,420 Trọng tài: Shu Ting Yang (Đài Bắc Trung Hoa) |  |

| 30 tháng 11 Giao hữu | Tây Ban Nha                                                 | 5–0      | Hàn Quốc | Cartagena, Tây Ban Nha                                                                |  |
| 01:00 UTC+7          | - Pina 4' - Sarriegi 33' - Bonmatí 45+1' - López 63', 90+3' | Chi tiết |          | Sân vận động: Estadio Cartagonova Lượng khán giả: 8,660 Trọng tài: Kirsty Dowle (Anh) |  |

| 4 tháng 12 Giao hữu | Canada                                                                       | 5–1      | Hàn Quốc           | Murcia, Tây Ban Nha         |  |
| 00:00 UTC+7         | - Lim Seon-joo 22' (l.n.) - Alidou 52' - Smith 58' - Gilles 78' - Leon 90+2' | Chi tiết | Lee Hyo-kyeong 76' | Sân vận động: Pinatar Arena |  |

### 2025
| 20 tháng 2 Pink Ladies Cup 2025 | Hàn Quốc                                     | 3–0      | Uzbekistan | Al Hamriyah, UAE           |  |
| 14:00 UTC+7                     | - Choo Hyo-joo 42', 45+3' - Choe Yu-ri 90+2' | Chi tiết |            | Sân vận động: Hamriyah CSC |  |

| 23 tháng 2 Pink Ladies Cup 2025 | Thái Lan | 0–4      | Hàn Quốc                                                                | Al Hamriyah, UAE           |  |
| 18:00 UTC+7                     |          | Chi tiết | - Lee Geum-min 24' - Choe Yu-ri 32' - Ji So-yun 45+2' - Moon Eun-ju 77' | Sân vận động: Hamriyah CSC |  |

| 26 tháng 2 Pink Ladies Cup 2025 | Ấn Độ | 0–3      | Hàn Quốc                                                   | Al Hamriyah, UAE           |  |
| 14:00 UTC+7                     |       | Chi tiết | - Choi Yoo-jeong 8' - Choi Da-gyeong 27' - Moon Eun-ju 81' | Sân vận động: Hamriyah CSC |  |

| 4 tháng 4 Giao hữu | Úc                      | 1–0      | Hàn Quốc | Sydney, Úc                                                                                   |  |
| 16:00 UTC+7        | Lim Seon-joo 54' (l.n.) | Chi tiết |          | Sân vận động: Allianz Stadium Lượng khán giả: 37,199 Trọng tài: Yoshimi Yamashita (Nhật Bản) |  |

| 7 tháng 4 Giao hữu | Úc                                     | 2–0      | Hàn Quốc | Newcastle, Úc                                                                           |  |
| 16:30 UTC+7        | - Fowler 43' - Lim Seon-joo 63' (l.n.) | Chi tiết |          | Sân vận động: McDonald Jones Lượng khán giả: 28,019 Trọng tài: Asaka Koizumi (Nhật Bản) |  |

| 30 tháng 5 Giao hữu | Hàn Quốc | v | Colombia | Incheon, Hàn Quốc                               |  |
| 17:00 UTC+7         |          |   |          | Sân vận động: Incheon Namdong Asiad Rugby Field |  |

| 2 tháng 6 Giao hữu | Hàn Quốc | v | Colombia | Yongin, Hàn Quốc           |  |
| 17:00 UTC+7        |          |   |          | Sân vận động: Yongin Mireu |  |

## Ban huấn luyện
Tính đến ngày 17 tháng 10 năm 2024
| Vị trí                  | Tên             |
| ----------------------- | --------------- |
| Huấn luyện viên trưởng  | Shin Sang-woo   |
| Trợ lí huấn luyện viên  | Park Youn-jeong |
| Trợ lí huấn luyện viên  | Go Hyun-bok     |
| Huấn luyện viên thủ môn | Chung Yoo-suk   |
| Huấn luyện viên thể lực | Jung Hyun-gyu   |

## Đội hình

### Đội hình hiện tại
Danh sách 26 cầu thủ sau đây đã được triệu tập cho các trận giao hữu với  Úc vào ngày 4 và ngày 7 tháng 4 năm 2025.
Số lần ra sân và số bàn thắng cập nhật ngày ngày 7 tháng 4 năm 2025, sau trận đấu với  Úc.
| Số | VT | Cầu thủ                          | Ngày sinh (tuổi)  | Trận | Bàn | Câu lạc bộ                       |
| -- | -- | -------------------------------- | ----------------- | ---- | --- | -------------------------------- |
| 1  | TM | Kim Kyeong-hee (김경희)          | 17 tháng 3, 2003  | 2    | 0   | Suwon FC                         |
| 18 | TM | Ryu Ji-soo (류지수)              | 3 tháng 9, 1997   | 1    | 0   | Sejong Sportstoto                |
| 21 | TM | Kim Min-jeong (김민정)           | 12 tháng 9, 1996  | 12   | 0   | Incheon Hyundai Steel Red Angels |
|    |    |                                  |                   |      |     |                                  |
| 4  | HV | Ko Yoo-jin (고유진)              | 24 tháng 1, 1997  | 0    | 0   | Incheon Hyundai Steel Red Angels |
| 5  | HV | Lee Yu-jin (이유진)              | 15 tháng 5, 2000  | 2    | 0   | Suwon FC                         |
| 6  | HV | Lim Seon-joo (임선주)            | 27 tháng 11, 1990 | 108  | 6   | Incheon Hyundai Steel Red Angels |
| 7  | HV | Shin Na-yeong (신나영)           | 9 tháng 10, 1999  | 3    | 0   | Lexington SC                     |
| 12 | HV | Lee Deok-ju (이덕주)             | 26 tháng 12, 2000 | 2    | 0   | Incheon Hyundai Steel Red Angels |
| 20 | HV | Kim Hye-ri (김혜리) (đội trưởng) | 25 tháng 6, 1990  | 131  | 1   | Wuhan Jianghan                   |
| 22 | HV | Choo Hyo-joo (추효주)            | 29 tháng 7, 2000  | 53   | 6   | Ottawa Rapid                     |
|    |    |                                  |                   |      |     |                                  |
| 2  | TV | Jeong Yoo-jin (정유진)           | 10 tháng 10, 2005 | 0    | 0   | Incheon Hyundai Steel Red Angels |
| 3  | TV | Bae Ye-bin (배예빈)              | 7 tháng 12, 2004  | 5    | 0   | Incheon Hyundai Steel Red Angels |
| 8  | TV | Kim Shin-ji (김신지)             | 3 tháng 5, 2004   | 5    | 0   | AS Roma                          |
| 10 | TV | Ji So-yun (지소연)               | 21 tháng 2, 1991  | 164  | 72  | Seattle Reign                    |
| 16 | TV | Jung Min-young (정민영)          | 28 tháng 9, 2000  | 0    | 0   | Seoul WFC                        |
| 17 | TV | Lee Young-ju (이영주)            | 22 tháng 4, 1992  | 71   | 2   | Levante Las Planas               |
| 19 | TV | Lee Geum-min (이금민)            | 7 tháng 4, 1994   | 93   | 27  | Birmingham City                  |
| 25 | TV | Kim Myeong-jin (김명진)          | 20 tháng 12, 2002 | 2    | 0   | Incheon Hyundai Steel Red Angels |
|    |    |                                  |                   |      |     |                                  |
| 9  | TĐ | Choi Yoo-jung (최유정)           | 25 tháng 1, 1992  | 5    | 1   | Hwacheon KSPO                    |
| 11 | TĐ | Choe Yu-ri (최유리)              | 16 tháng 9, 1994  | 66   | 13  | Birmingham City                  |
| 13 | TĐ | Mun Eun-ju (문은주)              | 1 tháng 9, 2000   | 7    | 4   | Hwacheon KSPO                    |
| 14 | TĐ | Choi Da-kyeong (최다경)          | 8 tháng 11, 2000  | 3    | 1   | Mungyeong Sangmu                 |
| 15 | TĐ | Lee Eun-young (이은영)           | 31 tháng 3, 2002  | 18   | 1   | Changnyeong WFC                  |
| 23 | TĐ | Kang Chae-rim (강채림)           | 23 tháng 3, 1998  | 36   | 8   | Suwon FC                         |
| 24 | TĐ | Casey Phair                      | 29 tháng 6, 2007  | 13   | 4   | Angel City FC                    |
| 26 | TĐ | Jung Da-bin (정다빈)             | 5 tháng 9, 2005   | 3    | 1   | Đại học Cao Ly                   |

### Triệu tập gần đây
Những cầu thủ sau đây cũng đã được triệu tập vào đội hình trong 12 tháng qua.
| Vt | Cầu thủ                 | Ngày sinh (tuổi)  | Số trận | Bt | Câu lạc bộ                       | Lần cuối triệu tập                         |
| --- | ----------------------- | ----------------- | ------- | -- | -------------------------------- | ------------------------------------------ |
| TM | Min Yu-kyeong (민유경)  | 9 tháng 6, 1995   | 1       | 0  | Hwacheon KSPO                    | v. Canada, 3 tháng 12 năm 2024             |
| TM | Kim Jung-mi (김정미)    | 16 tháng 10, 1984 | 152     | 0  | Incheon Hyundai Steel Red Angels | v. Hoa Kỳ, 5 tháng 6 năm 2024              |
| TM | Choi Ye-seul (최예슬)   | 12 tháng 3, 1997  | 2       | 0  | Seoul WFC                        | v. Hoa Kỳ, 5 tháng 6 năm 2024              |
| |                         |                   |         |    |                                  |                                            |
| HV | Kim Jin-hui (김진희)    | 7 tháng 10, 1998  | 5       | 0  | Gyeongju KHNP                    | v. Úc, 4 tháng 4 năm 2025 INJ              |
| HV | Jo Min-ah (조민아)      | 26 tháng 10, 2000 | 2       | 0  | Sejong Sportstoto                | v. Úc, 4 tháng 4 năm 2025 INJ              |
| HV | Jang Sel-gi (장슬기)    | 31 tháng 5, 1994  | 104     | 14 | Gyeongju KHNP                    | Pink Ladies Cup 2025, tháng 2 năm 2025 INJ |
| HV | Hong Hye-ji (홍혜지)    | 25 tháng 8, 1996  | 43      | 1  | AFC Toronto                      | Pink Ladies Cup 2025, tháng 2 năm 2025     |
| HV | Seo In-gyeong (서인경)  | 29 tháng 11, 2000 | 2       | 0  | Mungyeong Sangmu                 | Pink Ladies Cup 2025, tháng 2 năm 2025     |
| HV | Lee Hyo-kyeong (이효경) | 12 tháng 2, 1997  | 3       | 1  | Sejong Sportstoto                | v. Canada, 3 tháng 12 năm 2024             |
| HV | Jeong Ji-yeon (정지연)  | 9 tháng 1, 1996   | 1       | 0  | Hwacheon KSPO                    | v. Canada, 3 tháng 12 năm 2024             |
| HV | Lee Si-ho (이시호)      | 6 tháng 3, 1992   | 1       | 0  | Gyeongju KHNP                    | v. Nhật Bản, 26 tháng 10 năm 2024          |
| HV | Lee Min-hwa (이민화)    | 29 tháng 10, 1999 | 0       | 0  | Hwacheon KSPO                    | v. Nhật Bản, 26 tháng 10 năm 2024          |
| HV | Go Yoo-na (고유나)      | 16 tháng 11, 2002 | 4       | 0  | Hwacheon KSPO                    | v. Hoa Kỳ, 5 tháng 6 năm 2024              |
| HV | Lee So-hee (이소희)     | 17 tháng 11, 1997 | 1       | 0  | Incheon Hyundai Steel Red Angels | v. Hoa Kỳ, 5 tháng 6 năm 2024              |
| HV | Shim Seo-yeon (심서연)  | 15 tháng 4, 1989  | 92      | 1  | Đã giải nghệ                     | v. Philippines, 8 tháng 4 năm 2024 RET     |
| HV | Kim Se-yeon (김세연)    | 22 tháng 3, 2005  | 2       | 0  | Đại học Daeduk                   | v. Philippines, 8 tháng 4 năm 2024         |
| HV | Nam Seung-eun (남승은)  | 10 tháng 1, 2006  | 1       | 0  | Trung học thông tin Osan         | v. Philippines, 8 tháng 4 năm 2024         |
| HV | Go Da-ae (고다애)       | 3 tháng 2, 2005   | 0       | 0  | Đại học Cao Ly                   | v. Philippines, 8 tháng 4 năm 2024         |
| |                         |                   |         |    |                                  |                                            |
| TV | Lee Min-a (이민아)      | 8 tháng 11, 1991  | 83      | 17 | Ottawa Rapid                     | v. Canada, 3 tháng 12 năm 2024             |
| TV | Lee Jeong-eun (이정은)  | 15 tháng 12, 1993 | 9       | 6  | Renofa Yamaguchi                 | v. Canada, 3 tháng 12 năm 2024             |
| TV | Noh Jin-young (노진영)  | 3 tháng 6, 2000   | 2       | 0  | Mungyeong Sangmu                 | v. Canada, 3 tháng 12 năm 2024             |
| TV | Yeo Min-ji (여민지)     | 27 tháng 4, 1993  | 53      | 15 | Gyeongju KHNP                    | v. Nhật Bản, 26 tháng 10 năm 2024          |
| TV | Jeon Eun-ha (전은하)    | 28 tháng 1, 1993  | 26      | 1  | Gyeongju KHNP                    | v. Nhật Bản, 26 tháng 10 năm 2024          |
| TV | Lee Su-bin (이수빈)     | 26 tháng 12, 1994 | 1       | 0  | Hwacheon KSPO                    | v. Nhật Bản, 26 tháng 10 năm 2024          |
| TV | Cho So-hyun (조소현)    | 24 tháng 6, 1988  | 156     | 26 | Birmingham City                  | v. Hoa Kỳ, 5 tháng 6 năm 2024              |
| TV | Hong Seo-yoon (홍서윤)  | 6 tháng 7, 2008   | 0       | 0  | Trung học nữ sinh Gwangyang      | v. Hoa Kỳ, 5 tháng 6 năm 2024              |
| TV | Jeon Yu-gyeong (전유경) | 20 tháng 1, 2004  | 0       | 0  | Đại học Uiduk                    | v. Philippines, 8 tháng 4 năm 2024         |
| TV | Won Chae-eun (원채은)   | 16 tháng 6, 2005  | 0       | 0  | Đại học Cao Ly                   | v. Philippines, 8 tháng 4 năm 2024         |
| |                         |                   |         |    |                                  |                                            |
| TĐ | Choi Han-bin (최한빈)   | 2 tháng 3, 2004   | 2       | 0  | Đại học Cao Ly                   | Pink Ladies Cup 2025, tháng 2 năm 2025     |
| TĐ | Park A-hyun (박아현)    | 15 tháng 3, 2002  | 2       | 0  | Incheon Hyundai Steel Red Angels | Pink Ladies Cup 2025, tháng 2 năm 2025     |
| TĐ | Han Chae-rin (한채린)   | 2 tháng 9, 1996   | 22      | 3  | Seoul WFC                        | v. Canada, 3 tháng 12 năm 2024             |
| TĐ | Hyun Seul-gi (현슬기)   | 28 tháng 1, 2001  | 2       | 0  | Gyeongju KHNP                    | v. Canada, 3 tháng 12 năm 2024             |
| TĐ | Moon Mi-ra (문미라)     | 28 tháng 2, 1992  | 45      | 19 | Gyeongju KHNP                    | v. Nhật Bản, 26 tháng 10 năm 2024          |
| TĐ | Chun Ga-ram (천가람)    | 19 tháng 10, 2002 | 18      | 4  | Hwacheon KSPO                    | v. Hoa Kỳ, 5 tháng 6 năm 2024              |
| TĐ | Kwon Da-eun (권다은)    | 5 tháng 9, 2007   | 1       | 0  | Trung học Ulsan Hyundai          | v. Hoa Kỳ, 5 tháng 6 năm 2024              |
| TĐ | Won Ju-eun (원주은)     | 9 tháng 3, 2007   | 1       | 0  | Trung học Ulsan Hyundai          | v. Hoa Kỳ, 5 tháng 6 năm 2024              |
| TĐ | Kwak Ro-yeong (곽로영)  | 19 tháng 7, 2003  | 0       | 0  | Gyeongju KHNP                    | v. Hoa Kỳ, 2 tháng 6 năm 2024 INJ          |
| TĐ | Son Hwa-yeon (손화연)   | 15 tháng 3, 1997  | 56      | 12 | AIK Fotboll                      | v. Philippines, 5 tháng 4 năm 2024 INJ     |
| Ghi chú: - INJ Rút lui vì chấn thương - PRE Chỉ nằm trong danh sách sơ bộ - RET Từ giã đội tuyển - WD Rút lui vì lý do không liên quan đến chấn thương |                         |                   |         |    |                                  |                                            |

### Thống kê

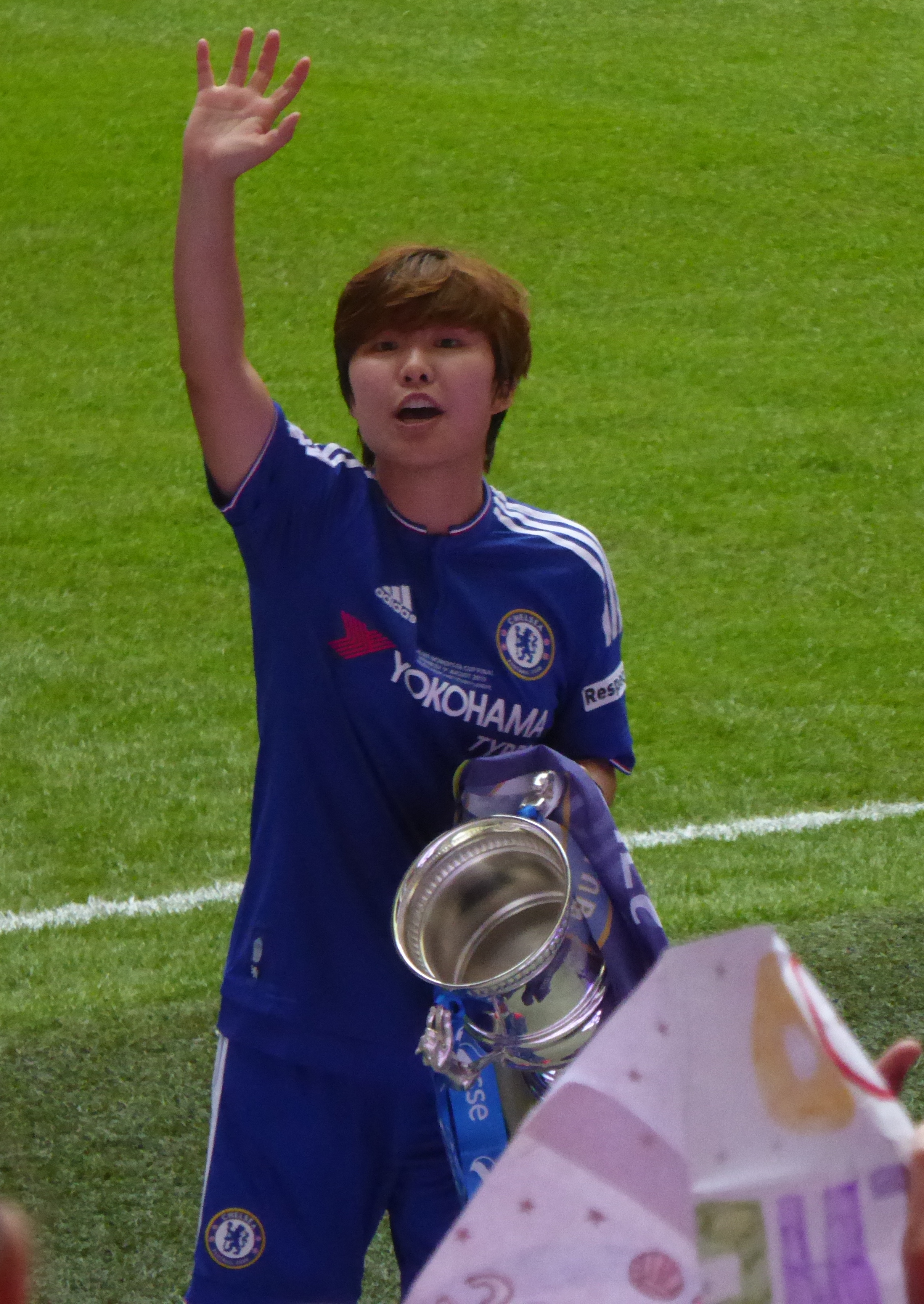
Ji So-yun là cầu thủ ra sân nhiều nhất và cũng là cầu thủ ghi nhiều bàn thắng nhất cho đội tuyển nữ Hàn Quốc.

Tính đến ngày 4 tháng 12 năm 2024
Ghi chú: Người chơi được in đậm vẫn đang thi đấu.
| # | Cầu thủ       | Số lần ra sân | Số bàn thắng | Thời gian thi đấu |
| - | ------------- | ------------- | ------------ | ----------------- |
| 1 | Ji So-yun     | 162           | 71           | 2006–             |
| 2 | Cho So-hyun   | 154           | 26           | 2007–             |
| 3 | Kim Jung-mi   | 150           | 0            | 2003–             |
| 4 | Kim Hye-ri    | 128           | 1            | 2010–             |
| 5 | Kwon Hah-nul  | 106           | 15           | 2006–             |
| 6 | Lim Seon-joo  | 106           | 6            | 2009–             |
| 7 | Jang Sel-gi   | 104           | 14           | 2013–             |
| 8 | Jeon Ga-eul   | 101           | 38           | 2007–2019         |
| 9 | Lee Eun-mi    | 90            | 14           | 2007–2019         |
| 9 | Shim Seo-yeon | 90            | 1            | 2008–2024         |
| 9 | Lee Geum-min  | 90            | 27           | 2013–             |

| #  | Cầu thủ        | Số bàn thắng | Số lần ra sân | Hiệu suất | Thời gian thi đấu |
| -- | -------------- | ------------ | ------------- | --------- | ----------------- |
| 1  | Ji So-yun      | 71           | 162           | 0.44      | 2006–             |
| 2  | Jeon Ga-eul    | 38           | 101           | 0.38      | 2007–2019         |
| 3  | Yoo Young-a    | 32           | 87            | 0.37      | 2007–2017         |
| 4  | Cha Sung-mi    | 30           | 55            | 0.55      | 1994–2003         |
| 5  | Lee Geum-min   | 27           | 90            | 0.3       | 2013–             |
| 6  | Cho So-hyun    | 27           | 154           | 0.18      | 2017–             |
| 7  | Park Hee-young | 22           | 55            | 0.4       | 2005–2013         |
| 7  | Jung Seol-bin  | 22           | 83            | 0.27      | 2006–             |
| 9  | Park Eun-sun   | 20           | 48            | 0.42      | 2003–2023         |
| 10 | Moon Mi-ra     | 19           | 45            | 0.42      | 2016–             |